# Itumbiara cuici
Itumbiara cuici là một loài bọ cánh cứng trong họ Cerambycidae.